# Dino Vincenzo Patroni
Dino Vincenzo Patroni (Salerno, 1947) è un pittore, scultore e ceramista italiano.

## Biografia
Nato da una famiglia di scultori, dopo gli studi all'Accademia di belle arti di Napoli, dove fu allievo di Giuseppe Capogrossi, visse a Nove, Panevėžys (Lituania) e in diverse città dell'Italia meridionale, dove affiancò all'attività artistica quella di insegnante. Divenne anche docente di Plastica ornamentale all'Accademia di belle arti di Frosinone.

## Produzione artistica
Si orientò fin da giovane verso stilizzazioni pittoriche delle onde solari con linee rettilinee e serpentine, creste e fiamme, realizzate sia su quadro che su ceramica. Pur essendo questo filone determinato principalmente dalla volontà di distanziarsi dal panorama artistico dei suoi anni, Patroni riuscì comunque a ritagliarsi un certo successo espositivo, soprattutto negli anni novanta.
Artista poliedrico, si cimentò anche nella pittura e nella medaglistica.